# 大富豪同心
『大富豪同心』（だいふごうどうしん）は、 幡大介による長編時代小説シリーズ。双葉文庫からの書き下ろしで2010年から刊行されている。既刊31巻（2024年12月時点）。江戸一番の札差・三国屋の末孫で同心株を買い定町廻同心となった卯之吉が、放蕩三昧で得た知識と財力をもって難事件を次々に解決していくさまを描く。
シリーズ累計発行部数は、115万部を突破している（2024年12月・31巻発行時点）。
2019年からNHKでテレビドラマ化され、2024年までに3シリーズおよび1時間半のスペシャル編が放送されている。
また、2025年1月には東京・歌舞伎座にて歌舞伎版『大富豪同心（影武者 八巻卯之吉篇）』も上演された。

## 書誌情報
1. 八巻卯之吉 放蕩記 大富豪同心（2010年1月7日、双葉文庫、ISBN 978-4-575-66426-3）
2. 大富豪同心 2 天狗小僧（2010年4月8日、双葉文庫、ISBN 978-4-575-66440-9）
3. 大富豪同心 3 一万両の長屋（2010年8月11日、双葉文庫、ISBN 978-4-575-66460-7）
4. 大富豪同心 4 御前試合（2010年12月16日、双葉文庫、ISBN 978-4-575-66477-5）
5. 大富豪同心 5 遊里の旋風（2011年4月14日、双葉文庫、ISBN 978-4-575-66495-9）
6. 大富豪同心 6 お化け大名（2011年8月11日、双葉文庫、ISBN 978-4-575-66515-4）
7. 大富豪同心 7 水難女難（2011年9月15日、双葉文庫、ISBN 978-4-575-66521-5）
8. 大富豪同心 8 刺客三人（2011年12月15日、双葉文庫、ISBN 978-4-575-66537-6）
9. 大富豪同心 9 卯之吉子守唄（2012年4月12日、双葉文庫、ISBN 978-4-575-66559-8）
10. 大富豪同心 10 仇討ち免状（2012年8月9日、双葉文庫、ISBN 978-4-575-66575-8）
11. 大富豪同心 11 湯船盗人（2012年12月13日、双葉文庫、ISBN 978-4-575-66592-5）
12. 大富豪同心 12 甲州隠密旅（2013年5月16日、双葉文庫、ISBN 978-4-575-66612-0）
13. 大富豪同心 13 春の剣客（2013年9月12日、双葉文庫、ISBN 978-4-575-66629-8）
14. 大富豪同心 14 千里眼験力比べ（2014年2月12日、双葉文庫、ISBN 978-4-575-66655-7）
15. 大富豪同心 15 隠密流れ旅（2014年7月9日、双葉文庫、ISBN 978-4-575-66674-8）
16. 大富豪同心 16 天下覆滅（2015年2月12日、双葉文庫、ISBN 978-4-575-66712-7）
17. 大富豪同心 17 御用金着服（2015年7月16日、双葉文庫、ISBN 978-4-575-66732-5）
18. 大富豪同心 18 卯之吉江戸に還る（2016年2月10日、双葉文庫、ISBN 978-4-575-66765-3）
19. 大富豪同心 19 走れ銀八（2016年7月14日、双葉文庫、ISBN 978-4-575-66785-1）
20. 大富豪同心 20 海嘯千里を征く（2017年2月16日、双葉文庫、ISBN 978-4-575-66815-5）
21. 大富豪同心 21 お犬大明神（2017年6月15日、双葉文庫、ISBN 978-4-575-66833-9）
22. 大富豪同心 22 闇の奉行（2017年7月13日、双葉文庫、ISBN 978-4-575-66840-7）
23. 大富豪同心 23 影武者 八巻卯之吉（2020年5月13日、双葉文庫、ISBN 978-4575670011）
24. 大富豪同心 24 昏き道行き（2020年7月15日、双葉文庫、ISBN 978-4575670097）
25. 大富豪同心 25 贋の小判に流れ星（2020年8月6日、双葉文庫、ISBN 978-4575670134）
26. 大富豪同心 26 怪盗 世直し衆（2023年5月10日、双葉文庫、ISBN 978-4575671582）
27. 大富豪同心 27 高名の坂（2023年5月10日、双葉文庫、ISBN 978-4575671599）
28. 大富豪同心 28 関東に化け物現る（2023年6月14日、双葉文庫、ISBN 978-4575671636）
29. 大富豪同心 29 天下無双の型破り（2023年7月12日、双葉文庫、ISBN 978-4575671667）
30. 大富豪同心 30 漂着 うつろ舟（2024年12月11日、双葉文庫、ISBN 978-4575672237）
31. 大富豪同心 31 大統領の密書（2024年12月11日、双葉文庫、ISBN 978-4575672244）

## テレビドラマ
最初のシリーズはNHK BSプレミアム「BS時代劇」枠にて2019年5月10日から7月12日まで放送された。連続10回。主演は本作がドラマ初主演となる中村隼人。
NHK BS4Kにて2019年5月8日から7月10日まで毎週水曜日の18時から18時45分に先行放送された。
NHK総合「土曜時代ドラマ」枠にて2019年10月5日から2020年1月11日まで地上波放送された。
第2シリーズ『大富豪同心2』がNHK BSプレミアム「BS時代劇」枠にて2021年5月28日から7月23日まで放送された。
第3シリーズ『大富豪同心3』がNHK BSプレミアム「BS時代劇」枠にて2023年6月23日から8月11日まで放送された。
特集時代劇『大富豪同心スペシャル』がNHK BSプレミアム4Kで2024年12月28日に、NHK BSで翌29日に約1時間半放送された。

### キャスト

#### 主要人物
- 八巻卯之吉 - 中村隼人（幼少：大江優成）
- 溝口美鈴 - 新川優愛
- 村田銕三郎 - 池内博之
- 銀八 - 石井正則
- 由利之丞 - 柳下大（第1シリーズのみ）、浅香航大
- 梅本源之丞 - 石黒英雄
- 沢田彦太郎 - 小沢仁志
- 水谷弥五郎 - 村田雄浩
- 荒海ノ三右衛門 - 渡辺いっけい
- 菊野 - 稲森いずみ
- 三国屋徳右衛門 - 竜雷太
- 甘利備前守 - 松本幸四郎（第2シリーズより）
- 徳川家政 - 尾上松也（第2シリーズより）
- 清少将 - 辻本祐樹（第2シリーズより）
- 坂田正重 - 新藤栄作（第2シリーズより）

#### その他
- 尾上伸平 - 千代將太
- 玉木弥之助 - 寺井文孝
- 寅三 - 越村友一
- 喜七 - 武田幸三
- 瓦版屋 - 佐藤亮太

#### 前シリーズまでの登場人物
- 幸千代 - 中村隼人（二役、第2シリーズ）
- 住吉屋藤右衛門 - 羽場裕一（第2シリーズ）
- 弥市 - 西ノ園達大（第2シリーズ）
- 真琴姫 - 深川麻衣（第2シリーズ）
- 富士島 - 萬田久子（第2シリーズ）

#### ゲスト

##### 第1シリーズ（2019年）
第1回「見習い同心誕生!」
- 本多出雲守 - 升毅（第8回・最終回）
- 豆福 - 嘉島典俊
- 琴之丞 - 宝海大空
- 羽村桃十郎 - 深沢敦
- 黒雲の親分 - 山上賢治
- 船宿の女将 - 三谷悦代
- 市村座座元 - 平尾仁

第2回「鬼姫の初恋!」
- 丸山肥後守 - 山崎一
- 溝口左門 - 山口馬木也（第2シリーズ 第1回・第2回）
- 杉原丹波 - おかやまはじめ
- 加治川七右衛門 - 水野直

第3回「天狗の神隠し!」
- 龍山白雲軒 - 葛山信吾（第5回）
- お弓 - 原田佳奈
- 七之助 - 込江海翔
- 廣國屋惣次郎 - まいど豊
- 金右衛門 - 大河内浩
- 三太 - 枝川吉範
- おトキ - 横山美智代
- 丑造 - 柳澤有毅
- 弥次郎 - 宮田蒼一

第4回「遊里の旋風（かぜ）!」
- 火男ノ禄太郎 - 武野功雄
- 大松 - 阿見201
- シンタ - 小國彰裕
- 春駒 - 瑞帆
- 安太郎 - 伊与勢我無
- 丁子屋の主人 - 志村東吾
- 丁子屋の妓夫 - 住吉晃典
- 丁子屋の遊女 - 倉持聖菜、かでなれおん、平本亜夢、小早川真由

第5回「地獄の沙汰も金次第!」
- 爛堂 - 山田純大
- 金太 - 佐野圭亮
- 小平 - 松本実
- 左右吉 - 大久保祥太郎
- 和泉屋番頭 - 小嶋尚樹

第6回「卯之吉子守唄!」
- お兼 - 雛形あきこ
- 十三郎 - 出口高司
- 文次 - 岡雅史
- 太吉 - 鈴木理学
- お仲 - 小林きな子

第7回「一万両の長屋!」
- お峰 - 青山倫子（第8回 - 最終回）
- 草津屋治郎兵衛 - 金山一彦
- お直 - 藤間爽子
- 庄助 - 栗山航
- 柳屋忠蔵 - 鈴木将一朗
- 伝五郎 - 仁科克基
- 和泉屋太吉 - 久保酎吉
- 使用人 - 佐伯恵太

第8回「仇討免除!」
- 天満屋太兵衛 - 柴俊夫（第9回・最終回）
- 吉永新二郎 - 山口翔悟
- 万里 - 辻本祐樹
- 七右衛門 - 剣持直明（第9回・最終回）
- 滝蔵 - 下総源太朗
- 三治 - 山本圭祐

第9回「刺客と揚羽蝶（あげはちょう）!」、最終回「あいつは、ただの同心?」
- 佐吉 - 合田雅吏（第9回〈最終回・回想〉）
- 吉兵衛 - 宮川一朗太
- 山嵬坊 - 國本鍾建
- 荒海の子分 - 中村蝶一郎（第9回）、三浦修（最終回）、増田和也（最終回）
- 檜屋の女将 - 田村友里（第9回）
- やくざ - 川守田政人（第9回）

##### 第2シリーズ（2021年）
第1回「もう一人の卯之吉」
- 亥太郎 - 林家たま平
- 小六 - 田上晃吉（第2回）
- 仙蔵 - 興津正太郎

第2回「若旦那と若君」
- お信 - 野澤しおり
- 歳三 - 西海健二郎
- 金太 - 兼松若人
- 大家 - 越村公一
- 赤林 - 青木峻

第3回「若君暗殺!」
- 彦坂良玄 - 小須田康人（第7回）
- トキゾウ - 上杉祥三（最終回）
- 滝口謙二郎 - 栗原功平
- おちか - 今泉舞
- 滝口の兄 - 出口高司

第4回「謀殺の器」
- 柳井伝十郎 - 武智健二
- 正太郎 - 藤原薫
- 紀伊国屋太兵衛 - 加藤純平

第5回「姫の江戸入り」
- トラ - 太田結乃
- 坂内才蔵 - 尾関伸次（第6回）
- 佐藤十三郎 - 下総源太朗
- 坊主 - タイソン大屋

第7回「小判狂乱」
- 猿喰六郎右衛門 - 山口祥行（第8回）
- 呑龍 - 温水洋一（第8回）
- 壱岐屋久兵衛 - 小宮孝泰（第8回）
- 御典医雪斎 - 及川いぞう（最終回）

第8回「江戸動乱」
- 立場行司 - 堀田勝

最終回「天下一の放蕩者」
- お藤 - 丹羽絵理香
- 徳右衛門 - 花戸祐介

##### 第3シリーズ（2023年）
第1回「おカネが来た!」
- 讃岐屋八左衛門 - 小木茂光
- 彦坂良玄 - 小須田康人
- 弥助 - 桜木信介
- 篠田一馬 - 白石朋也（ - 第3回）

第2回「消えた帳簿」
- 万吉 - 村松利史

第3回「仇討ち二人」/ 第4回「悪行の橋」
- 猪五郎 - 比留間由哲（第3回のみ）
- 昇太郎 - 三上来輝（第3回のみ）
- 大越貞助 - 青山草太
- 燕二郎 - 鈴木信二
- 権平 - 花王おさむ（第3回のみ）

##### スペシャル（2024年）
スペシャル「大統領の密使」
- 粽三郎 - 林家たま平
- 高隈外記 - 黒羽麻璃央
- アレイサ - 嵐莉菜
- 半左 - きづき
- トマス - ブレイク・クロフォード
- 栗ヶ小路中納言 - 市川猿弥

### スタッフ
- 原作 - 幡大介『大富豪同心』シリーズ（双葉社）
- 脚本 - 小松江里子、伊藤靖朗
- 音楽 - 佐橋俊彦
- 主題歌 - 竹島宏（テイチクエンタテインメント）[17]
  - 大富豪同心 - 「夢の振り子」
  - 大富豪同心2 - 「向かい風 純情」
  - 大富豪同心3 - 「絆...この手に」
  - 大富豪同心スペシャル - 「夢の振り子」
- 語り - 林家正蔵
- 題字 - 赤松陽構造
- 制作統括
  - 大富豪同心 - 内藤愼介（NHKエンタープライズ）、土屋勝裕（NHK）
  - 大富豪同心2 - 内藤愼介（NHKエンタープライズ）、磯智明（NHK）
  - 大富豪同心3 - 内藤愼介（NHKエンタープライズ）、清水拓哉（NHK）
- 演出
  - 大富豪同心 - 伊勢田雅也（NHKエンタープライズ）、清水一彦、岡野宏信
  - 大富豪同心2 - 清水一彦、福井充広、岡野宏信（NHKエンタープライズ）
  - 大富豪同心3 - 清水一彦、岡田健、岡野宏信（NHKエンタープライズ）
- 制作 - NHKエンタープライズ
- 制作・著作 - NHK

### 放送日程

#### 大富豪同心
| 放送回 | 放送日         | 放送日         | 放送日         | サブタイトル                  | 脚本       | 演出       |
| 放送回 | BSプレミアム   | BS4K           | 総合           | サブタイトル                  | 脚本       | 演出       |
| ------ | -------------- | -------------- | -------------- | ----------------------------- | ---------- | ---------- |
| 第1回  | 2019年05月10日 | 2019年05月08日 | 2019年10月05日 | 見習い同心誕生!               | 小松江里子 | 伊勢田雅也 |
| 第2回  | 5月17日        | 5月15日        | 10月19日       | 鬼姫の初恋!                   | 小松江里子 | 伊勢田雅也 |
| 第3回  | 5月24日        | 5月22日        | 11月02日       | 天狗の神隠し!                 | 小松江里子 | 伊勢田雅也 |
| 第4回  | 5月31日        | 5月29日        | 11月16日       | 遊里の旋風（かぜ）!           | 伊藤靖朗   | 清水一彦   |
| 第5回  | 6月07日        | 6月05日        | 11月30日       | 地獄の沙汰も金次第!           | 小松江里子 | 清水一彦   |
| 第6回  | 6月14日        | 6月12日        | 12月07日       | 卯之吉子守唄!                 | 小松江里子 | 清水一彦   |
| 第7回  | 6月21日        | 6月19日        | 12月14日       | 一万両の長屋!                 | 伊藤靖朗   | 伊勢田雅也 |
| 第8回  | 6月28日        | 6月26日        | 12月21日       | 仇討免除!                     | 小松江里子 | 岡野宏信   |
| 第9回  | 7月05日        | 7月03日        | 2020年01月04日 | 刺客と揚羽蝶（あげはちょう）! | 小松江里子 | 清水一彦   |
| 最終回 | 7月12日        | 7月10日        | 1月11日        | あいつは、ただの同心?         | 小松江里子 | 伊勢田雅也 |
土曜時代ドラマ
- 2019年
  - 10月12日は「令和元年東日本台風（台風19号）」の関連の報道特別番組のため放送休止。
  - 10月26日はラグビーワールドカップ2019 準決勝「イングランド」対「ニュージーランド」の試合中継（16:40 - 19:00）のため放送休止。
  - 11月9日は「天皇陛下ご即位をお祝いする国民式典」中継（18:05 - 18:45）のため放送休止。
  - 11月23日は「2019年NHK杯国際フィギュアスケート競技大会 女子シングル フリー」の中継（18:05 - 18:45）のため放送休止。
  - 12月28日は放送休止。

#### 大富豪同心2
| 放送回 | 放送日         | 放送日         | 放送日         | サブタイトル     | 脚本       | 演出     |
| 放送回 | BSプレミアム   | BS4K           | 総合[注 2]     | サブタイトル     | 脚本       | 演出     |
| ------ | -------------- | -------------- | -------------- | ---------------- | ---------- | -------- |
| 第1回  | 2021年05月28日 | 2021年05月28日 | 2023年03月26日 | もう一人の卯之吉 | 小松江里子 | 清水一彦 |
| 第2回  | 06月04日       | 06月04日       | 04月02日       | 若旦那と若君     | 小松江里子 | 清水一彦 |
| 第3回  | 06月11日       | 06月11日       | 04月09日       | 若君暗殺!        | 小松江里子 | 清水一彦 |
| 第4回  | 06月18日       | 06月18日       | 04月16日       | 謀殺の器         | 伊藤靖朗   | 福井充広 |
| 第5回  | 06月25日       | 06月25日       | 04月23日       | 姫の江戸入り     | 小松江里子 | 福井充広 |
| 第6回  | 07月02日       | 07月02日       | 04月30日       | 二つの恋         | 小松江里子 | 清水一彦 |
| 第7回  | 07月09日       | 07月09日       | 05月07日       | 小判狂乱         | 伊藤靖朗   | 岡野宏信 |
| 第8回  | 07月16日       | 07月16日       | 05月14日       | 江戸動乱         | 小松江里子 | 福井充広 |
| 最終回 | 07月23日       | 08月13日[19]   | 05月21日       | 天下一の放蕩者   | 小松江里子 | 清水一彦 |

#### 大富豪同心3
| 放送回 | 放送日         | 放送日         | 放送日         | サブタイトル     | 脚本       | 演出     |
| 放送回 | BSプレミアム   | BS4K           | 総合[注 3]     | サブタイトル     | 脚本       | 演出     |
| ------ | -------------- | -------------- | -------------- | ---------------- | ---------- | -------- |
| 第1回  | 2023年06月23日 | 2023年06月23日 | 2024年09月08日 | おカネが来た!    | 小松江里子 | 清水一彦 |
| 第2回  | 06月30日       | 06月30日       | 09月15日       | 消えた帳簿       | 小松江里子 | 清水一彦 |
| 第3回  | 07月07日       | 07月07日       | 09月22日       | 仇討ち二人       | 小松江里子 | 清水一彦 |
| 第4回  | 07月14日       | 07月14日       | 09月29日       | 悪行の橋         | 伊藤靖朗   | 岡田健   |
| 第5回  | 07月21日       | 07月21日       | 10月06日       | 化け物あらわる   | 小松江里子 | 岡田健   |
| 第6回  | 07月28日       | 07月28日       | 10月13日       | 大切な女         | 小松江里子 | 岡野宏信 |
| 第7回  | 08月04日       | 08月04日       | 10月20日       | 美鈴を探せ!      | 伊藤靖朗   | 岡田健   |
| 最終回 | 08月11日       | 08月11日       | 10月27日       | 天下無双の型破り | 小松江里子 | 清水一彦 |
| NHK BSプレミアム BS時代劇                                        | NHK BSプレミアム BS時代劇                    | NHK BSプレミアム BS時代劇                                    |
| 前番組                                                           | 番組名                                       | 次番組                                                       |
| ---------------------------------------------------------------- | -------------------------------------------- | ------------------------------------------------------------ |
| BS時代劇・選・大岡越前 （※アンコール放送 2019年3月8日 - 5月3日） | 大富豪同心 （2019年5月10日 - 7月12日）       | 螢草 菜々の剣 （2019年7月26日 - 9月6日）                     |
| 小吉の女房2 （2021年4月2日 - 5月14日）                           | 大富豪同心2 （2021年5月28日 - 7月23日）      | 神谷玄次郎捕物控 （※アンコール放送 2021年8月13日 - 9月10日） |
| かぶき者 慶次 （2023年4月7日 - 6月16日）                         | 大富豪同心3 （2023年6月23日 - 8月11日）      | 雲霧仁左衛門6 （2023年8月25日 - 10月13日）                   |
| NHK総合 土曜時代ドラマ                                           |                                              |                                                              |
| 小吉の女房 （2019年7月27日 - 9月21日）                           | 大富豪同心 （2019年10月5日 - 2020年1月11日） | 螢草 菜々の剣 （2020年1月25日 - 3月21日）                    |

## 舞台化（歌舞伎版）
『大富豪同心』　影武者 八巻卯之吉篇
2025年1月2 - 26日、東京・歌舞伎座『壽 初春大歌舞伎』夜の部にて上演。

キャスト
- 八巻卯之吉 / 幸千代 - 中村隼人 ※1人2役
- 溝口美鈴 - 中村壱太郎（）
- 清少将 - 坂東巳之助
- 徳川家政 - 坂東新悟
- 真琴姫 - 中村米吉
- 銀八 - 尾上右近
- 溝口左門 - 中村吉之丞[注 4]
- 乳母岩橋 - 市川青虎（）
- 箔屋寿太郎 - 市川寿猿
- 傳役大井御前 - 市川笑三郎
- 中臈富士島 - 市川笑也
- 坂内才蔵 - 市川猿弥
- 沢田彦太郎 - 中村亀鶴（）
- 本多出雲守 - 市川中車（香川照之）
- 荒海ノ三右衛門 - 松本幸四郎
- 三国屋徳右衛門 - 中村鴈治郎

スタッフ
- 原作 - 幡大介『大富豪同心』シリーズ（双葉文庫：23巻）
- 脚本 - 戸部和久
- 演出 - 松本幸四郎
- 演出・振付 - 尾上菊之丞
- 製作 - 松竹[23]
- 美術 - 中嶋正留[注 5]
- 照明 - 原田保
- 補曲 - 杵屋巳太郎
- 作調 - 田中傳次郎
- 音楽 - 佐橋俊彦
- 音楽 - 都志見隆
- 音楽・補曲 - 大川義秋
- 音響 - 田中剛二
- 音響 - 松竹ショウビズスタジオ
- 演出補 - 市川青虎
- 舞台監督 - 井口祐弘
- 協力 - 内藤愼介
- 特殊小道具 - アトリエ・カオス
- 制作助手 - 鴻上夏海